# Piz Sagliains
Piz Sagliains är en bergstopp i Schweiz.   Den ligger i regionen Engiadina Bassa/Val Müstair och kantonen Graubünden, i den östra delen av landet, 200 km öster om huvudstaden Bern. Toppen på Piz Sagliains är 3 101 meter över havet, eller 179 meter över den omgivande terrängen. Bredden vid basen är 1,6 km.
Terrängen runt Piz Sagliains är bergig åt sydväst, men åt nordost är den kuperad. Närmaste större samhälle är Davos, 17,6 km väster om Piz Sagliains. 
Trakten runt Piz Sagliains består i huvudsak av gräsmarker. Runt Piz Sagliains är det mycket glesbefolkat, med 5 invånare per kvadratkilometer.